# Inlaut
Een inlaut is een positie midden in een woord of een klank die op een dergelijke positie gehoord wordt. De klanken  "a", "m", en "e" en hun posities zijn bijvoorbeeld de inlauten van het woord "kamer". Men zegt wel dat deze klanken in de inlaut van het woord "kamer" staan. Een inlaut kan volgen op de anlaut of op een andere inlaut, en gevolgd worden door een andere inlaut of door de auslaut. 
Men moet een inlaut niet verwarren met een middelste lettergreep van een woord. 